# O land, du sälla andars land
O land, du sälla andars land är en psalm av Fredrik Gabriel Hedberg för den frikyrkliga traditionens behov av så kallade hemlandssånger. Dessa sånger sjungs för att uttrycka längtan efter döden, som ska följas av ett paradisiskt liv i det egentliga hemlandet. Det är i himmelen hos Gud och Jesus samt alla de anhöriga och vänner som 'gått hem' före dem som längtar till dem. Denna psalm har 4 6-radiga verser utan refräng eller kör. Hedberg författade texten 1848.

## Publicerad som
- Nr 251 i Svensk söndagsskolsångbok 1908 under rubriken "Hemlandssånger".
- Nr 429 i Svenska Missionsförbundets sångbok 1920 under rubriken "Hemlandssånger".
- Nr 651 i Sionstoner 1935 under rubriken "Pilgrims- och hemlandssånger".
- Nr 650 i Lova Herren 1987 under rubriken "Trons mål. Det himmelska hemmet."